# Solowezki-Stein

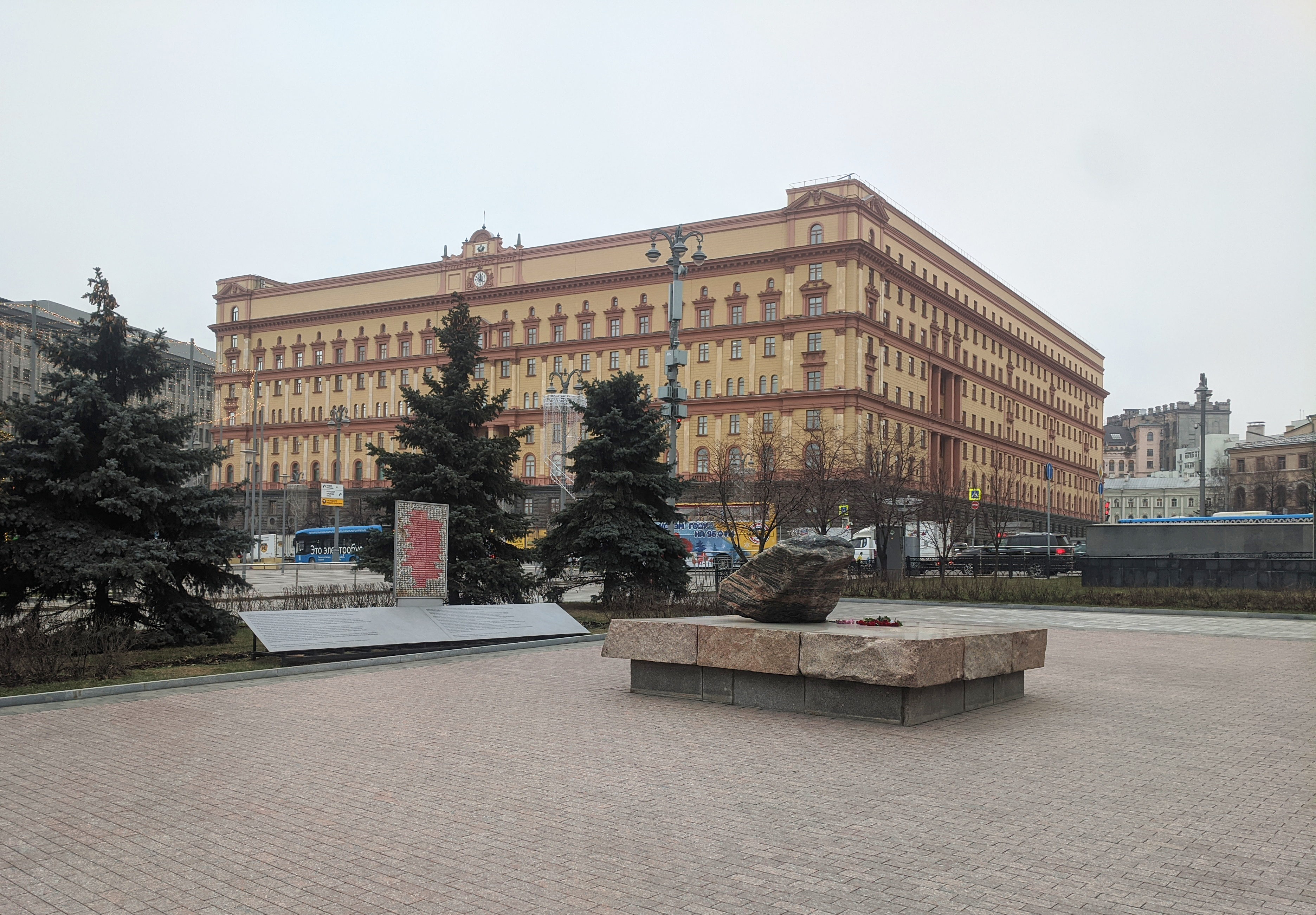
Der Solowezki-Stein in Moskau. Im Hintergrund die Lubjanka.

Der Solowezki-Stein (russisch Соловецкий камень Solowezki kamen) ist ein im Jahr 1990 aufgestellter Gedenkstein in Moskau für die Opfer der politischen Repressionen in der Sowjetunion insbesondere während der Stalin-Zeit. Der Gedenkstein ist ein etwa 1,75 Meter großer Findling auf einem Fundament aus neun Marmorplatten. Der Findling stammt von den Solowezki-Inseln im Weißen Meer, wo im Jahr 1923 das Sonderlager Solowezki als erstes großes Straflager der Sowjetunion eingerichtet wurde, das zum Modell des späteren Lagersystems des Gulags wurde. Der Gedenkstein wurde auf Initiative der Menschenrechtsorganisation Memorial aufgestellt. Auch in Sankt Petersburg wurde auf Initiative von Memorial am 4. September 2002 ein Gedenkstein von den Solowezki-Inseln aufgestellt.

## Vorgeschichte
Am 30. Oktober 1974 hielt der sowjetische Nuklearphysiker und Dissident Andrei Sacharow in seiner Wohnung eine Pressekonferenz ab, in der er ausländische Journalisten über den Hungerstreik von politischen Häftlingen in mehreren sowjetischen Straflagern informierte. Seitdem wurde der 30. Oktober von sowjetischen Dissidenten wiederholt zu Manifesten und Kundgebungen genutzt. Am 30. Oktober 1989 bildeten Teilnehmer einer Demonstration in Moskau eine Menschenkette um die Lubjanka, die Zentrale des sowjetischen Geheimdienstes KGB (in der Stalin-Zeit NKWD, seit 1991 Sitz des russischen Inlandsgeheimdienstes FSB). Am 10. September 1990 erteilte der Moskauer Sowjet die Erlaubnis, ein Denkmal für die Opfer politischer Repressionen auf dem Felix-Dserschinski-Platz (1990 umbenannt in Lubjanka-Platz) zu errichten. Das Mahnmal wurde am 30. Oktober 1990 unter großer Anteilnahme der Moskauer Bevölkerung eingeweiht.

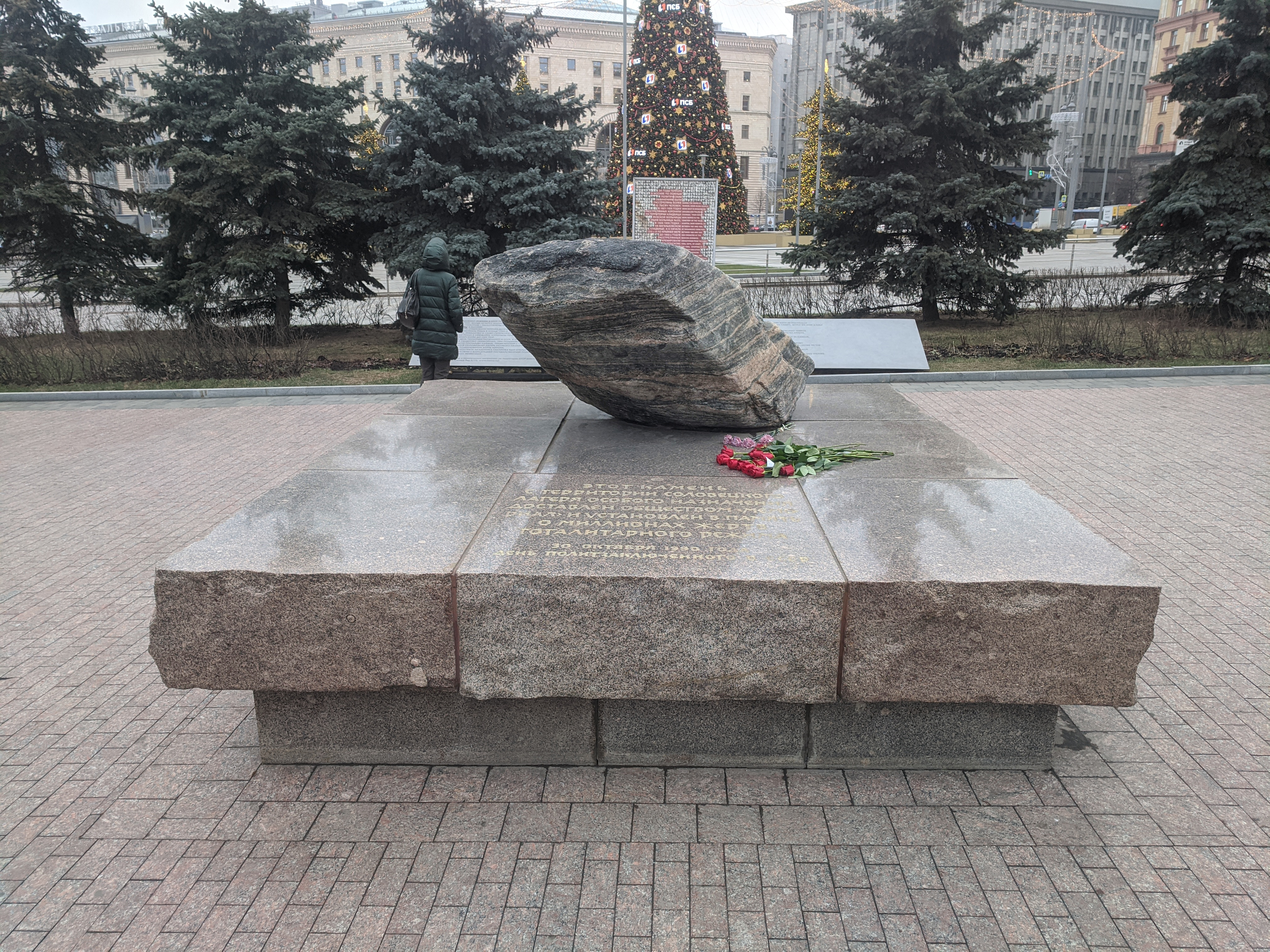
Solowezki-Stein und Gedenkinschrift

Am Sockel des Denkmals ist folgende Inschrift eingraviert:

„Этот камень с территории Соловецкого лагеря особого назначения доставлен обществом <Мемориал> и установлен в память о миллионах жертв тоталитарного режима
30 октября 1990 года в День политзаключённого в СССР“

„Dieser Stein aus dem Gebiet des Sonderlagers Solowezki wurde von der Gesellschaft „Memorial“ bereitgestellt und zum Gedenken an die Millionen Opfer des totalitären Regimes aufgestellt
30. Oktober 1990, am Tag der politischen Gefangenen in der UdSSR“

Auf dem Platz befand sich jedoch schon ein anderes Denkmal, das von Feliks Dzierżyński, dem Gründer der sowjetischen Geheimpolizei. Zwei derartig gegensätzliche Denkmale nebeneinander waren auf die Dauer inkompatibel. Im Gefolge des Putsches 1991 versuchten Anhänger der russischen Demokratiebewegung zunächst das Geheimdienstgebäude zu stürmen und, als das nicht gelang, das Dserschinski-Denkmal zu stürzen. Auch aus Sorge um Beschädigung umliegender Liegenschaften einigte man sich auf eine kontrollierte Demontage mittels zweier Kräne, die am 23. August 1991 stattfand. Die Demontage des Denkmals war eines von vielen symbolhaften Ereignissen am Ende der Sowjetunion.

## Erinnerungsveranstaltungen
Seit 1991 fand, organisiert durch Memorial, an jedem 30. Oktober eine öffentliche Gedenkveranstaltung statt, bei der Namen, Alter, Beruf und das Datum der Ermordung von Opfern des Stalinismus verlesen wurde. An jedem Tag wurden so etwa 3000 Namen öffentlich genannt. Die Teilnehmer vereine „die Hoffnung, dass so die gesellschaftliche Rehabilitierung Stalins gestoppt werden kann“.
2008 gab es Pläne, den Solowezki-Stein zu demontieren, angeblich nur temporär wegen Bauarbeiten. Nach heftigen Protesten wurden die Pläne ad acta gelegt. Im Jahr 2018 wurde eine bereits erteilte Genehmigung für die alljährliche Gedenkveranstaltung durch die Behörden wegen vermeintlich notwendiger Bauarbeiten wieder widerrufen. Stattdessen sollte Memorial an einen jenseits des Moskauer Stadtzentrums gelegenen Ort ausweichen. Auch hier führten Proteste dazu, dass die Genehmigung doch noch erteilt wurde. 2020 und 2021 konnte wegen der COVID19-Pandemie keine Versammlung stattfinden und Memorial verlegte die Aktion ins Internet. Am 28. Dezember 2021 wurde Memorial durch ein Urteil des Obersten Gerichts Russlands aufgelöst, mit der Begründung, dass die Organisation gegen das Gesetz über „ausländische Agenten“ verstoßen habe. Offizielle organisierte Gedenkveranstaltungen finden seitdem am Solowezki-Stein nicht mehr statt.
Parallel zur zunehmenden Diskreditierung und behördlichen Schikanierung von Menschenrechtsgruppierungen ging in der offiziellen russischen Politik eine allmähliche Neubewertung der Person Stalins einher. Im Jahr 2007 sprach Präsident Putin am 30. Oktober davon, dass die Millionen Ermordeten oder Deportierten „die Fähigsten waren, der Stolz der Nation“. Zuvor hatte er Stalins Verdienste bei der Industrialisierung der Sowjetunion und für den Sieg im Zweiten Weltkrieg gewürdigt. In den Folgejahren änderten sich Putins Aussagen deutlich bis zur Nichterwähnung der Opfer, während er Stalin immer wieder als „effektiven Manager“ bezeichnete.